# Papiro Oxirrinco 99
El Papiro Oxirrinco 99 también llamado P. Oxy. 99 es un documento que se refiere a la venta de la mitad de una casa, escrito en griego. Se descubrió en Oxirrinco, Egipto. El manuscrito fue escrito en papiro en forma de una hoja. El documento se escribió el 4 de septiembre del 55. En la actualidad se encuentra en el Museo Británico, Londres, Inglaterra.

## Documento
El documento registra la venta de la mitad de una casa por Pnepheros, hijo de Papontos, a Trifón, hijo de Dionisio, de 32 talentos de cobre. El documento también registra el pago de un impuesto de 3 dracmas o el 10%. Las mediciones del fragmento son 230 por 440 mm.
Fue descubierto por Bernard Pyne Grenfell y Arthur Surridge Hunt en 1897, en Oxirrinco, Egipto. El texto fue publicado por Grenfell y Hunt en 1898.